# Rogier van der Weyden

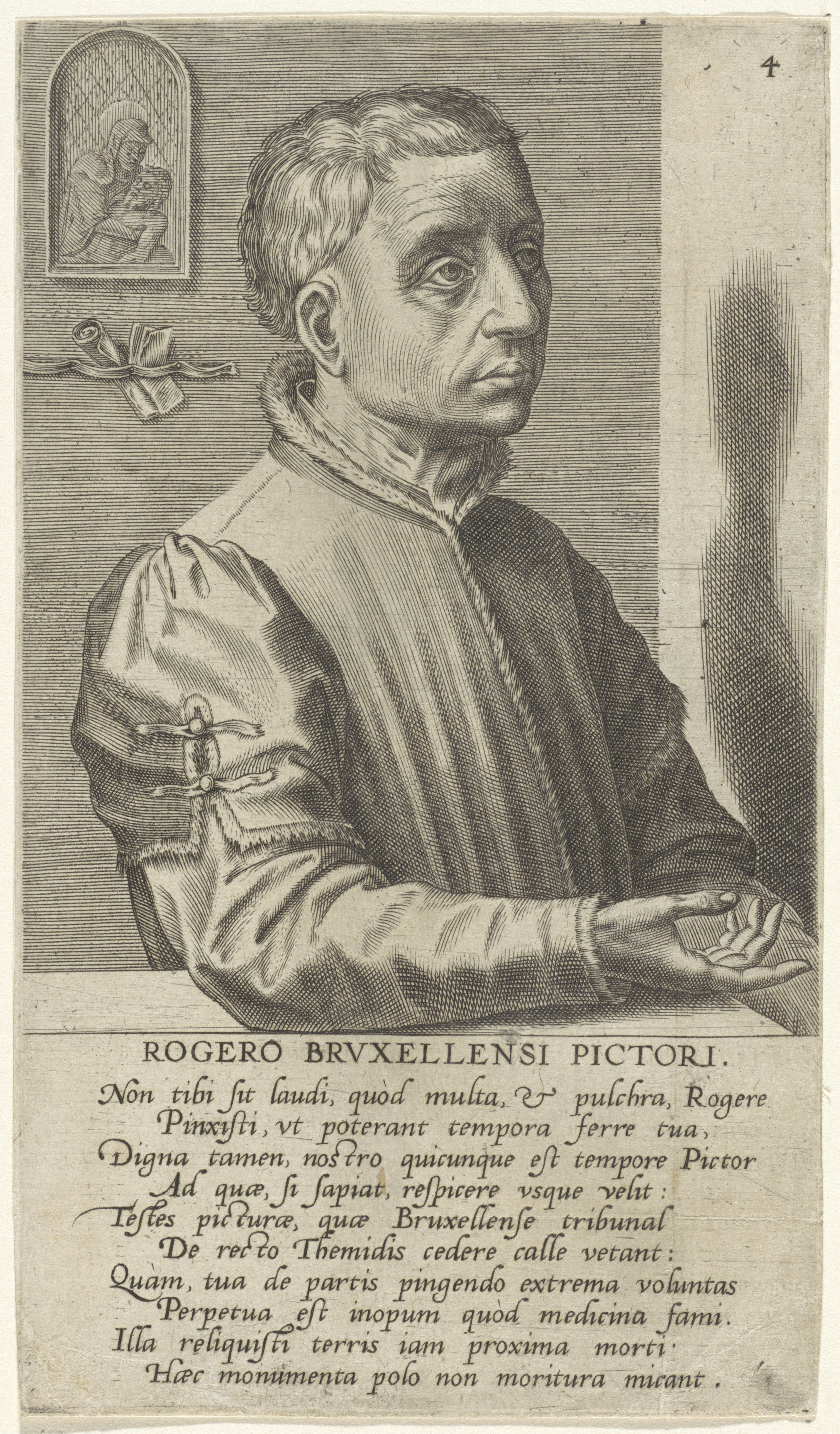
Rogier van der Weyden („Rogerus Bruxellensis Pictor“)
Stich aus dem Jahr 1572, Cornelis Cort zugeschrieben

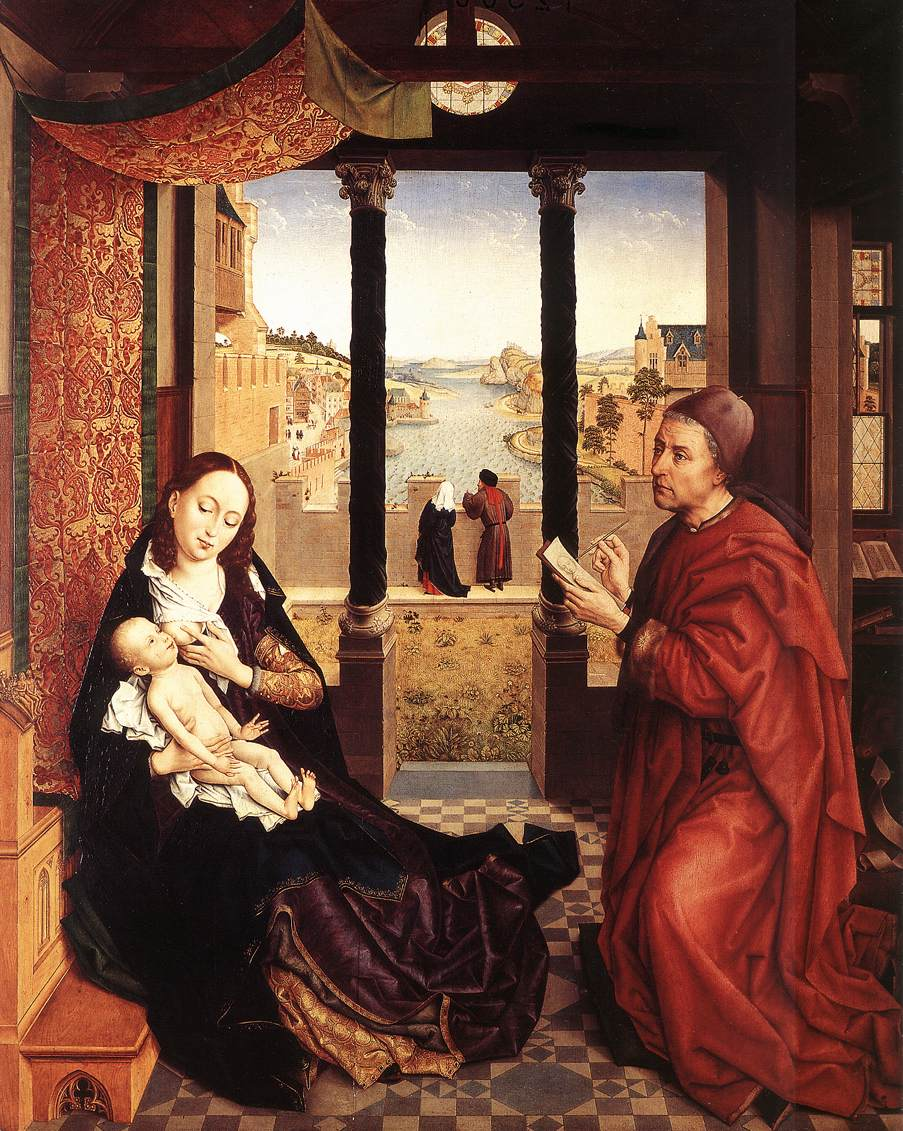
Der heilige Lukas malt die Gottesmutter (um 1450)

Rogier van der Weyden, geboren als Rogier de la Pasture, (* 1399 oder 1400 in Tournai, Flandern; † 18. Juni 1464 in Brüssel, Herzogtum Burgund) war ein flämischer Maler und gilt als einer der wichtigsten Vertreter der Altniederländischen Malerei.

## Leben

### Herkunft und Jugend
Rogier van der Weyden war der Sohn des Tournaiser Messerschmieds Henry de la Pasture und dessen Ehefrau Agnès de Watrelos. Seine Kindheit und Jugend sowie seine frühe künstlerische Ausbildung, die der Zeit gemäß im Alter von 12 bis 14 Jahren mit einer mindestens vierjährigen Lehre begann, und seine ersten Jahre als Geselle liegen im Dunkeln.

### Heirat und Nachkommen
Spätestens 1426 heiratete er Elisabeth (Lysebette) Goffaert aus Brüssel, die Tochter des Schuhmachers Jan Goffaert und dessen Ehefrau Cathelyne van Stockem. Mit ihr hatte er vier Kinder. Der älteste Sohn Corneille (1426/1427–1473) trat nach einem Studium an der Universität Löwen 1438 oder 1439 in das Kartäuserkloster von Hérinnez-Enghien (Herne) ein. Die wahrscheinlich 1432 geborene Tochter Marguerite verstarb 1473. Die beiden jüngeren Söhne wurden Künstler; Pierre (Pieter) van der Weyden (1437[?]–um 1515) wurde Maler und übernahm nach seines Vaters Tod dessen Brüsseler Werkstatt. Jean (Jan) van der Weyden (1438–1468) wurde Goldschmied in Brüssel. Der Maler Goossen van der Weyden war Pierre van der Weydens Sohn und damit Rogier van der Weydens Enkel.

### Mitarbeiter Robert Campins

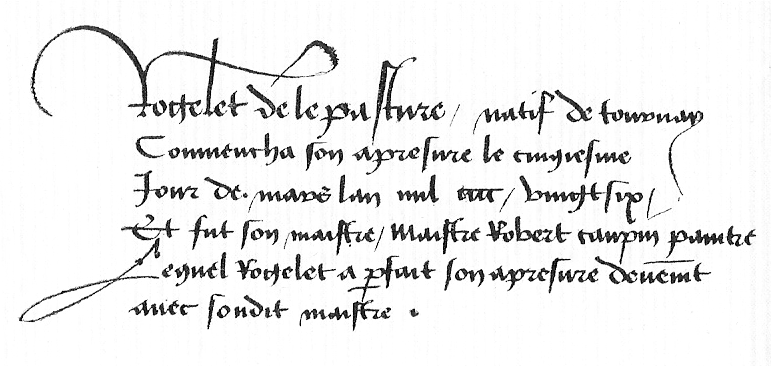
Eintrag von „Rogelet de le Pasture“ im Zunftregister Tournai, Kopie um 1482

Am 5. März 1427 begann Rogier van der Weyden als „Rogelet de la Pasture“ bei Meister Robert Campin seine apresure (deutsch: „Lehre“). Warum er als bereits ausgebildeter, etwa 27-jähriger Maler als Lehrling galt, ist nur zu vermuten: Formaljuristische Belange könnten eine Rolle gespielt haben. Die neuere Forschung geht davon aus, dass sowohl Rogier als auch die anderen namentlich bekannten „Lehrlinge“ Jacques Daret (genannt „Jacquelotte Daret“), Haquin de Blandin und Willemet bereits 1427 als voll ausgebildete Gesellen in Robert Campins Diensten arbeiteten. Dass Rogier seine tatsächliche Lehrlingszeit bei Campin verbracht und bei ihm seine grundlegende Ausbildung erhalten und so die neuen Möglichkeiten der Malerei kennengelernt hat, also schon vor 1427 in Campins Werkstatt gearbeitet hat, ist denkbar. In Betracht gezogen werden aber auch frühe Verbindungen Rogiers zu Jan van Eyck oder zu dessen 1426 verstorbenem Bruder Hubert.

### Freigesprochener Meister in Tournai
Mit Wirkung vom 1. August 1432 wurde „maistre Rogier de la Pasture“ freigesprochener Meister in der Tournaiser Malerzunft. Nachdem Robert Campins Werkstatt aufgelöst worden war, gründete Rogier eine eigene. Durch Zahlungsbelege von 1432/1433 sind künstlerisch anspruchsvolle Aufträge belegt.
1435 verfügte Rogier bereits über genügend Vermögen, um von der Stadt Tournai eine lebenslängliche Leibrente kaufen zu können.

### Stadtmaler in Brüssel
Im Oktober 1435 war Rogier mit seiner Familie in Brüssel ansässig. In einer Akte vom 2. Mai 1436 wurde festgehalten, dass er sich als Maler niedergelassen und das Amt des Brüsseler Stadtmalers übernommen hatte. Mit diesem Datum ist auch dokumentiert, dass Rogier nun statt des französischen Nachnamens „de la Pasture“ den ins Flämisch-Niederländische übertragenen Nachnamen „van der Weyden“ führte.
In den Jahren 1436 und 1437 konnte er wie auch 1441 und 1459 Leibrenten erwerben, und zwar für sich, seine Gemahlin und seine beiden ältesten Kinder.

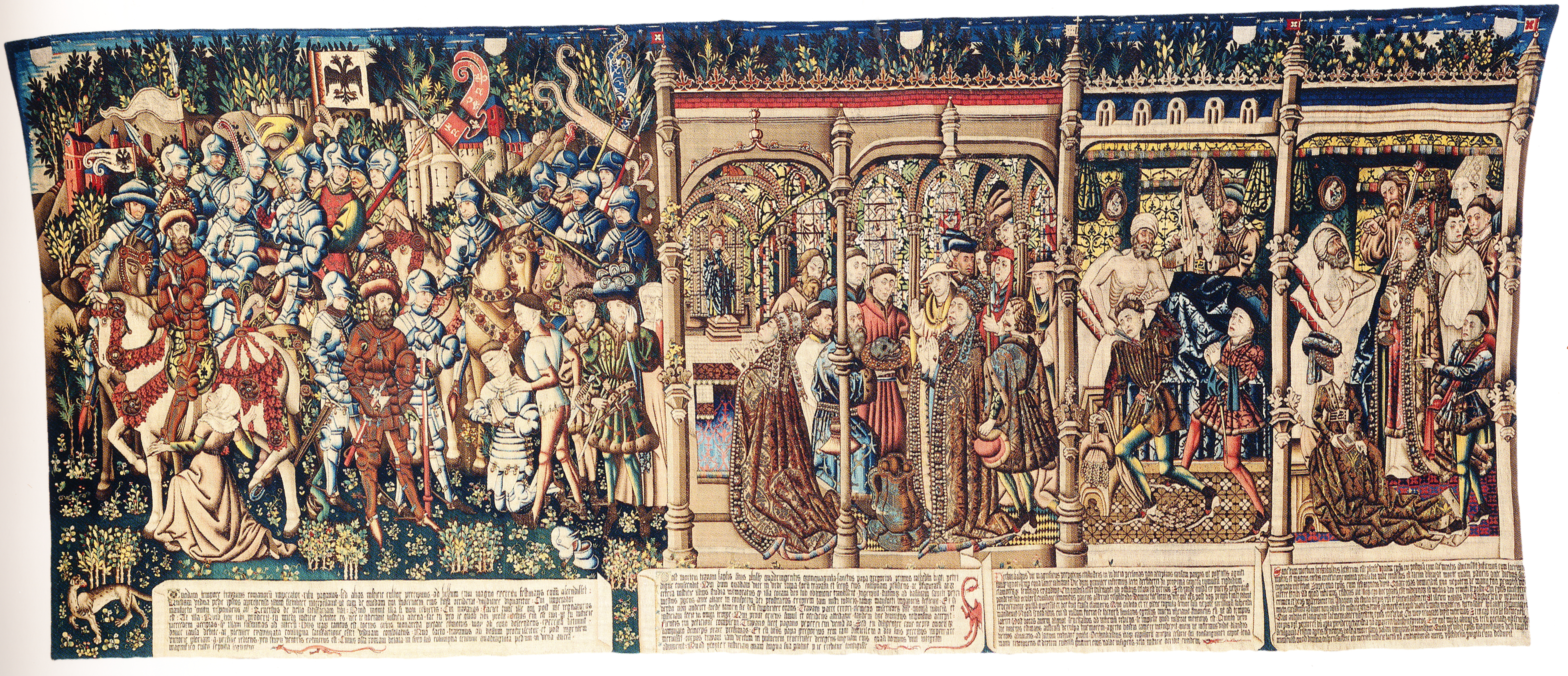
Wandteppich: freie Kopie von Rogiers Gerechtigkeitsbildern

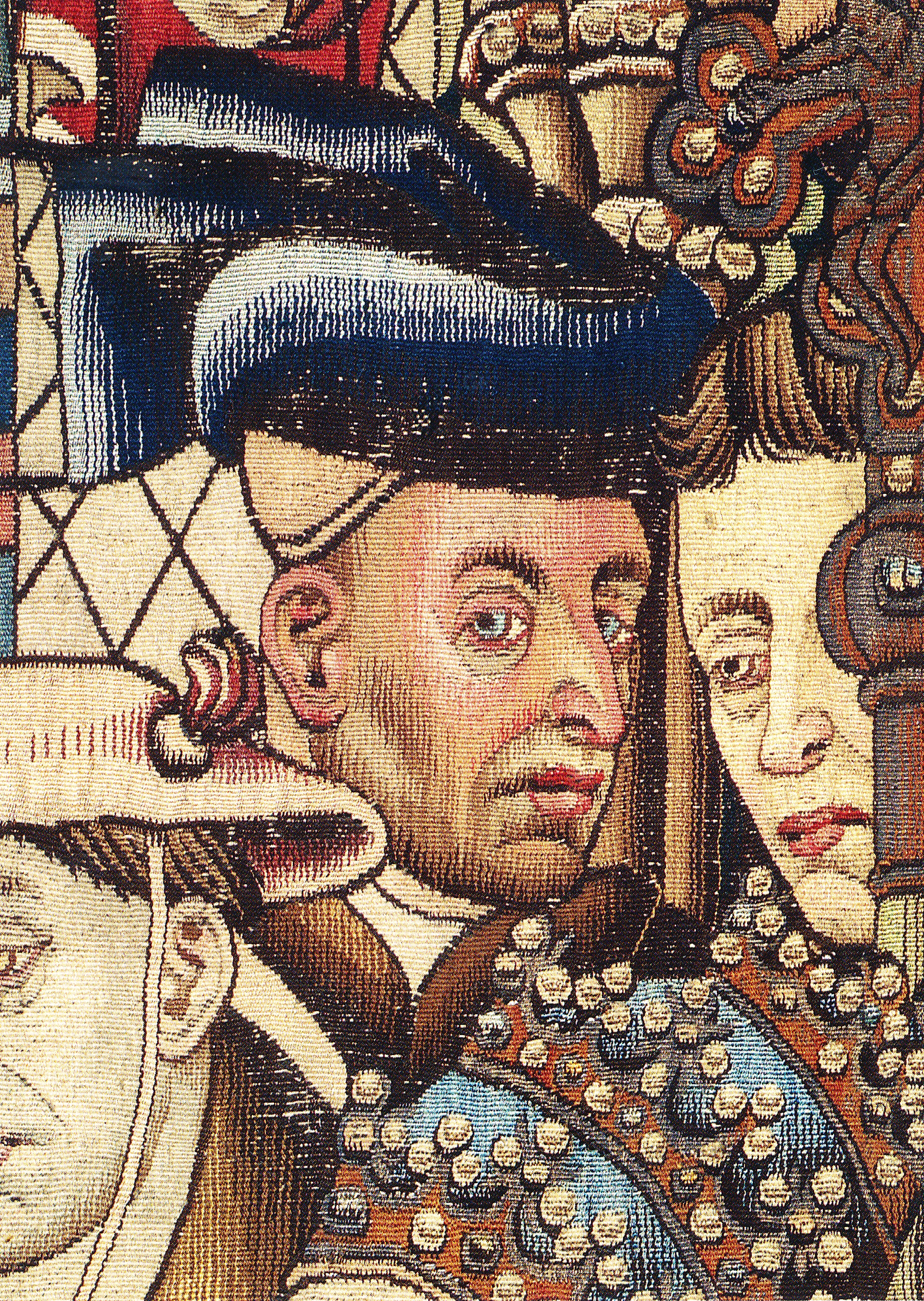
Mutmaßliches Selbstbildnis Rogiers auf dem Wandteppich nach Rogiers Gerechtigkeitsbildern

1439 waren die ersten beiden von vier vielbewunderten und als Attraktion – zum Beispiel 1520 von Albrecht Dürer – aufgesuchten Gerechtigkeitsbildern für das Brüsseler Rathaus fertig. Das Zweite davon trug als einziges überliefertes Bild Rogiers Signatur, auf der er sich als Bürger bezeichnete: „Rogerius [S]weidenus civis pixit 1439“. Diese Bilder wurden 1695 zerstört und sind nur als Kopien auf einem um 1460/1470 gewirkten Wandteppich erhalten. Nikolaus von Kues führte in De visione Dei aus: „Gott als den Alles-Sehenden könne man gleichnishaft erfassen mit einem Bildnis, dessen Angesicht durch feinste Malkunst den Eindruck erweckt, als ob es gleichsam alles ringsum betrachte.“ Als Beispiel nannte er unter anderem das „des hervorragenden Malers Roger in Brüssel auf einem sehr kostbaren Gemälde im Rathaus“ ([in] Bruxellis Rogeri maximi pictoris in pretiosissima tabula, quae in praetorio habetur [...]).
Rogier und die Mitarbeiter seiner Werkstatt fertigten nicht nur Tafelbilder an. Obwohl die wichtigsten Dokumente, die etwas darüber aussagen könnten, die Gemeinderechnungen Brüssels aus Rogiers Zeit als Stadtmaler, nicht mehr vorhanden sind, lässt sich die Vielfalt der üblichen Aufgaben beschreiben: Rogiers Malerbetrieb war zuständig für alle Arbeiten, bei denen etwas „in Farbe zu malen“ war. Das konnte beispielsweise die farbige Fassung von Skulpturen und Reliefs umfassen, das Bemalen von Möbeln und Rüstungen, von Wappenschilden, Wimpeln und Bannern, das Anfertigen von Dekorationen für religiöse und weltliche Schaustellungen und Feste, sowie Inszenierungen von Huldigungen beim Einzug des Herzogs.
Als Stadtmaler war Rogier nicht exklusiv an die Stadt Brüssel als Auftraggeber gebunden, sondern konnte beispielsweise auch Aufträge des reichen Bürgertums und des burgundischen Hofes ausführen. 1444 war Rogier so vermögend, dass er in Brüssel ein Haus in herrschaftlicher Lage kaufen konnte. Sein hohes soziales Ansehen spiegelt sich in seiner Mitgliedschaft in der zur Kirche Saint-Jaques-du-Coudenberg gehörenden Bruderschaft vom Heiligen Kreuz, der auch der burgundische Herzog und viele Mitglieder des Hofes angehörten.

### Romreise und Ruhm in Italien
Sein Ansehen als Maler zeigen auch zahlreiche Aufträge, die er von ausländischen Höfen erhielt. 1449 erwarb Leonello d’Este, Herzog von Ferrara, mehrere Gemälde Rogiers, so beispielsweise ein Triptychon mit einer Kreuzabnahme. In einer 1459 redigierten Sammlung von Biographien berichtete Bartolomeo Facio davon, dass Rogier („Rogerius Gallicus“) im Jubeljahr 1450 eine Pilgerreise nach Rom unternommen habe. In Genua will Facio ein erotisches Gemälde und am Hof in Neapel drei Leinwandgemälde mit Passionsdarstellungen von Rogier gesehen haben.
Von dem Humanisten Cyriacus von Ancona wurde Rogier in seiner Bedeutung gleich hinter Jan van Eyck eingereiht.
1460 schickte die Herzogin Bianca Maria Sforza von Mailand den Maler Zanetto Bugatto zu einer etwa zweijährigen Weiterbildung zu Rogier van der Weyden nach Brüssel.

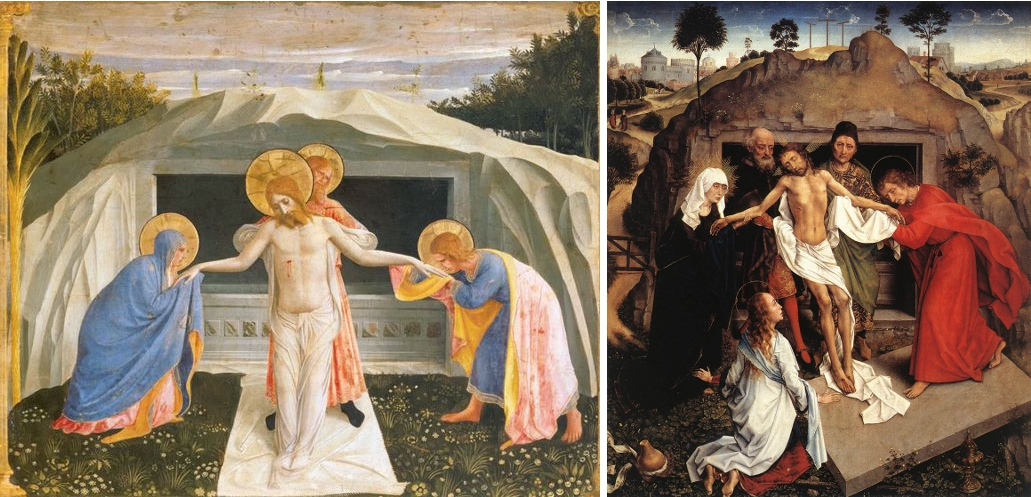
Grablegungen von Fra Angelico (links) und Rogier van der Weyden

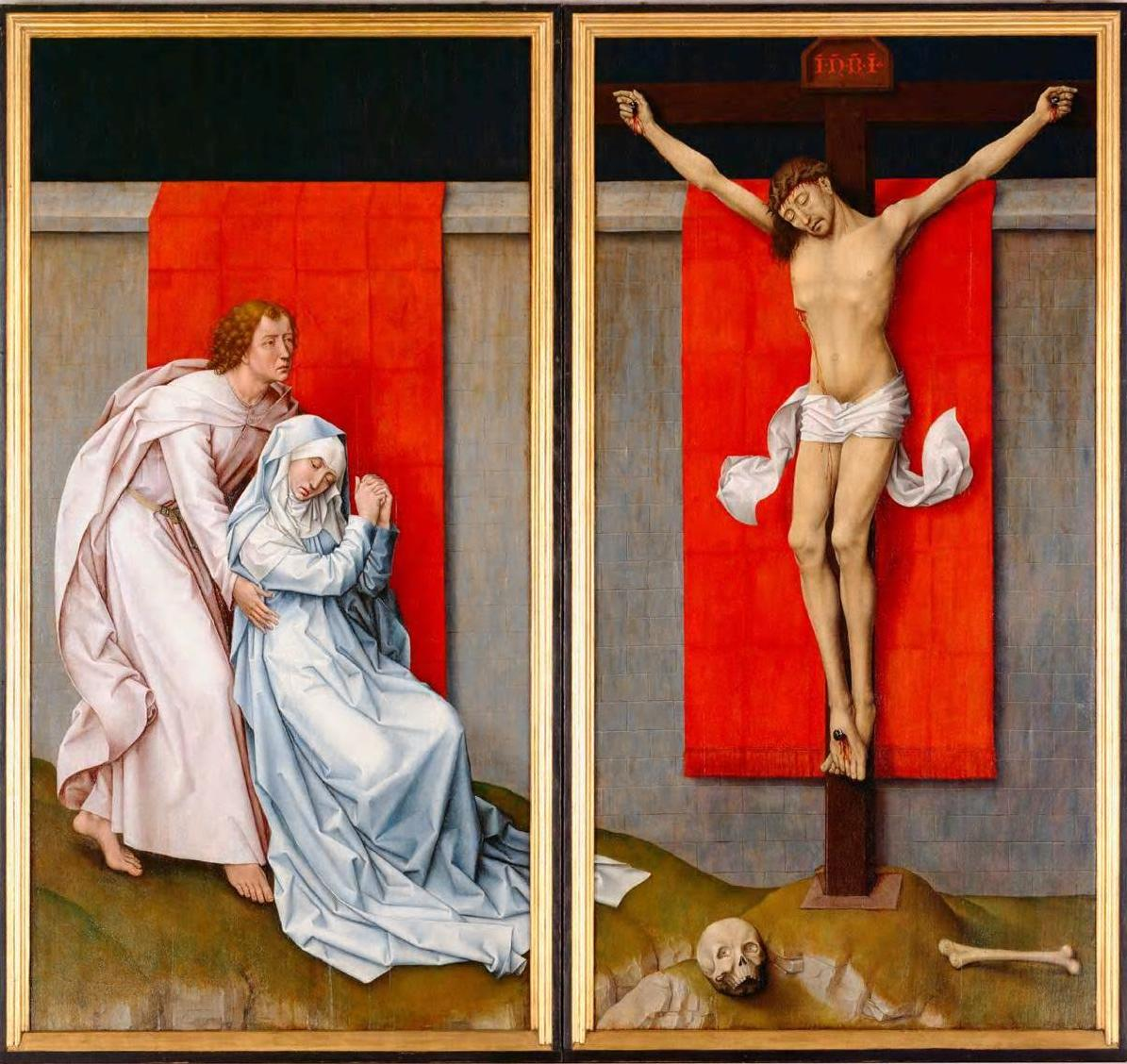
Rogier van der Weyden: Passionsdiptychon (um 1460)

Dass Rogier außer Rom auch andere italienische Städte besucht hat, wird daraus geschlossen, dass sich in seinem Werk Eindrücke von der dortigen Malerei bemerkbar gemacht haben. So übernahm er beispielsweise von Fra Angelico einen bislang im Norden unbekannten Typus der Grablegung Christi, bei dem der tote Christus von Nikodemus in Kreuzesform präsentiert wird. Auch in Rogiers in der Galleria degli Uffizi verbliebenem Passionsdiptychon mit dem Gekreuzigten, Maria und Johannes aus der Zeit um 1460 wird ein Einfluss Fra Angelicos gesehen. Die radikale Reduzierung des Geschehens und der Ausstattung des fiktiven Raumes verweist auf Fra Angelicos Verspottung Christi aus dem um 1445/1450 geschaffenen Freskenzyklus im Kloster San Marco in Florenz.

### Unterstützung religiöser Institutionen
Vor allem in den letzten Lebensjahren unterstützte Rogier religiöse Institutionen wie die Armen von Sainte-Gudule, die Kartause von Scheut bei Brüssel und die von Hérinnes-lez-Enghien, in der sein Sohn Corneille lebte.
Ein lateinisches Lobgedicht des Humanisten Domenicus Lampsonius unter dem Kupferstichporträt Rogier van der Weydens von 1572 befasst sich mit Rogiers Mildtätigkeit. Es rühmt zwar Rogiers Malerei, genannt werden die Gerechtigkeitsbilder in Brüssel, sieht deren Ruhm aber als vergänglich an. Dagegen sei der Ruhm der von Rogiers letztem Willen ausgeht, nach dem der Ertrag aus seiner Malerei ein ewiges Heilmittel gegen den Hunger der Armen sein solle, beständig. Dieses Denkmal würde unvergänglich am Himmel leuchten.

### Tod in Brüssel
Rogier van der Weyden starb am 18. Juni 1464 in Brüssel. Er wurde in der Brüsseler Kathedrale St. Gudule beigesetzt. Seine Werkstatt wurde von seinem Sohn Pierre van der Weyden weitergeführt. Am 19. Oktober 1464 wurde in der Kapelle der Tournaiser Lukasgilde Rogier zu Ehren eine Gedenkmesse abgehalten.

## Werk
Mit den Werken von Jan van Eyck, Robert Campin und seinem Mitarbeiter Rogier van der Weyden beginnt eine neue Ära der Malerei, die sich durch realistische Detailschilderungen und eine Weiterentwicklung der Ölmalerei auszeichnet. Neben Werken religiösen Inhalts gehören zu den Werken dieser altniederländischen Maler und ihrer Werkstätten auch einige der frühesten autonomen Porträts der europäischen Malerei.

### Abgrenzung zu Werken aus Robert Campins Werkstatt

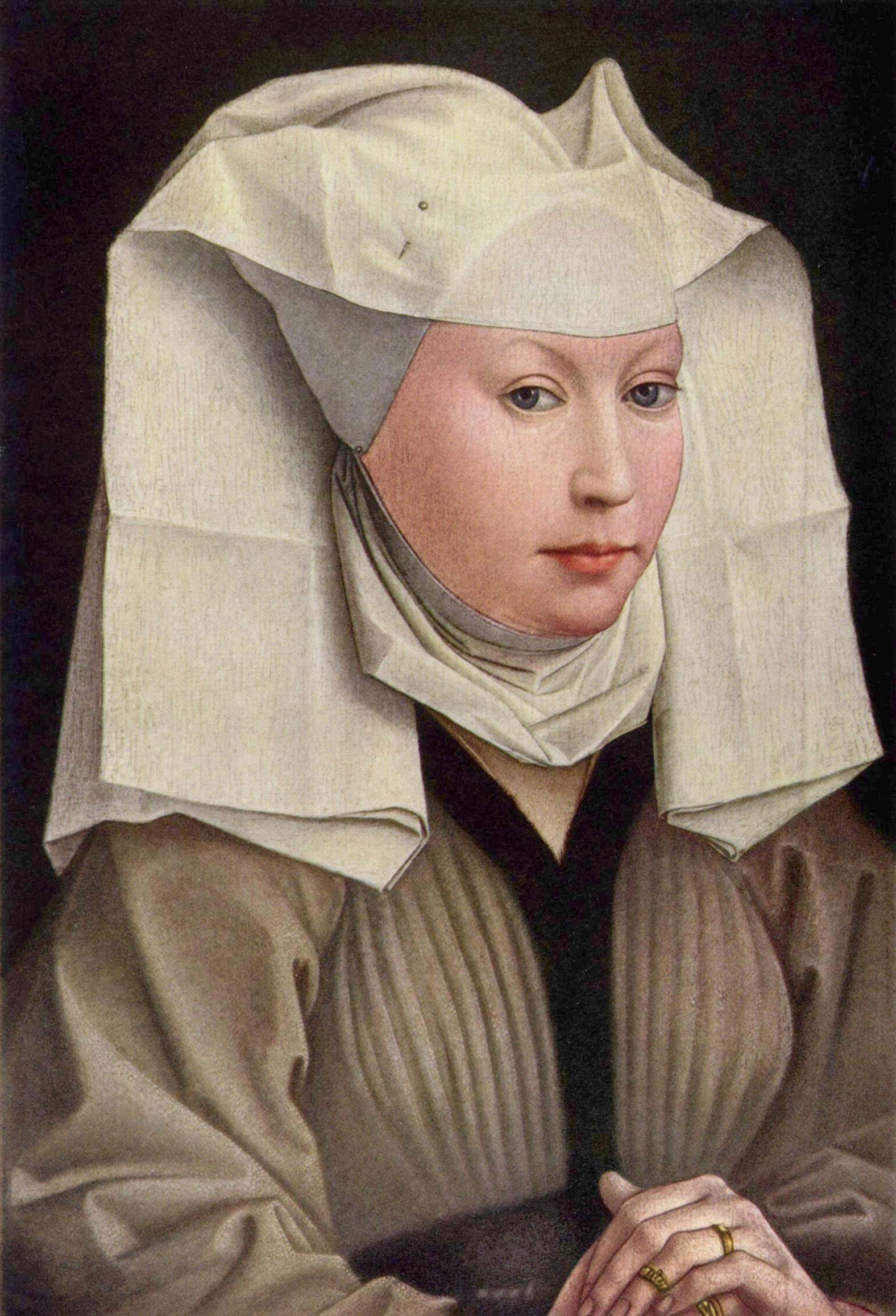
Frauenbildnis, meist Rogier van der Weyden zugesprochen

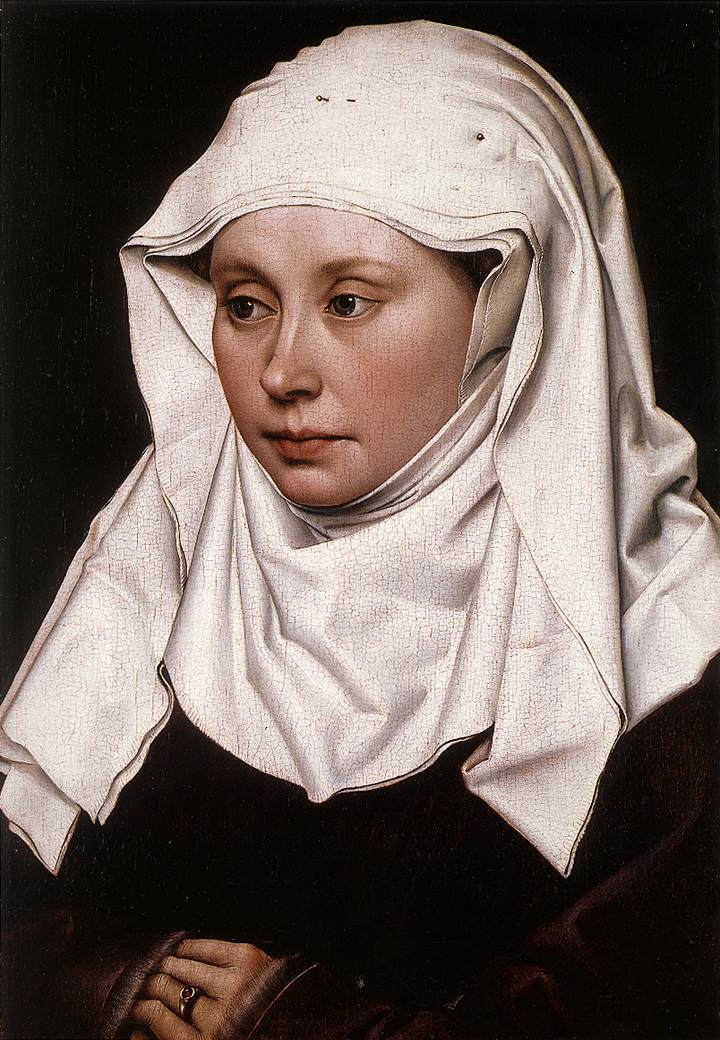
Frauenbildnis, meist Robert Campin zugesprochen

Nur ein einziges signiertes Werk von Rogier ist erhalten, und dies auch nur in einer Kopie als Wandteppich (Historisches Museum Bern): die Gerechtigkeitsbilder des Brüsseler Rathauses, deren eines er mit Rogerius [S]weidanus civis pinxit 1439  („Roger von Weyden, Bürger, hat es gemalt 1439“) signierte. Weitere Werke sind durch alte Überlieferungen als Werke Rogiers ausgewiesen.
Die Unterscheidung Rogiers Frühwerke von den Werken des sogenannten Meisters von Flémalle, der möglicherweise mit Robert Campin identisch ist, ist umstritten. Die Werke könnten auch aus Campins Werkstatt und somit alleine oder unter Beteiligung von Campins Mitarbeitern stammen. So wird die große Kreuzabnahme im Prado einerseits Robert Campin,  andererseits Rogier van der Weyden zugesprochen. Beim Bildnis eines feisten Mannes, das bisher ziemlich einvernehmlich als Robert Campins Werk galt, wird erwogen, ob es nicht, wie andere Campin-Porträts, von Rogier van der Weyden als Mitarbeiter in Campins Werkstatt stammt.
Versuche, eine Händescheidung durchzuführen, kamen bisher zu unterschiedlichen Ergebnissen. Neuere technische Verfahren wie Infrarot-Makrofotografie, Infrarot-Reflektografie und X-Radiografie sowie dendrochronologische Untersuchungen können die Ergebnisse der vergleichenden Kennerschaft unterstützen und in manchen Fällen bestätigen oder verwerfen. Eine wichtige Rolle spielen dabei die sichtbar gemachten Unterzeichnungen, die Wahl der Pigmente, der Bindemittel sowie die Art der Grundierung und der schichtenweise Farbauftrag.

### Zugeschriebene Zeichnungen

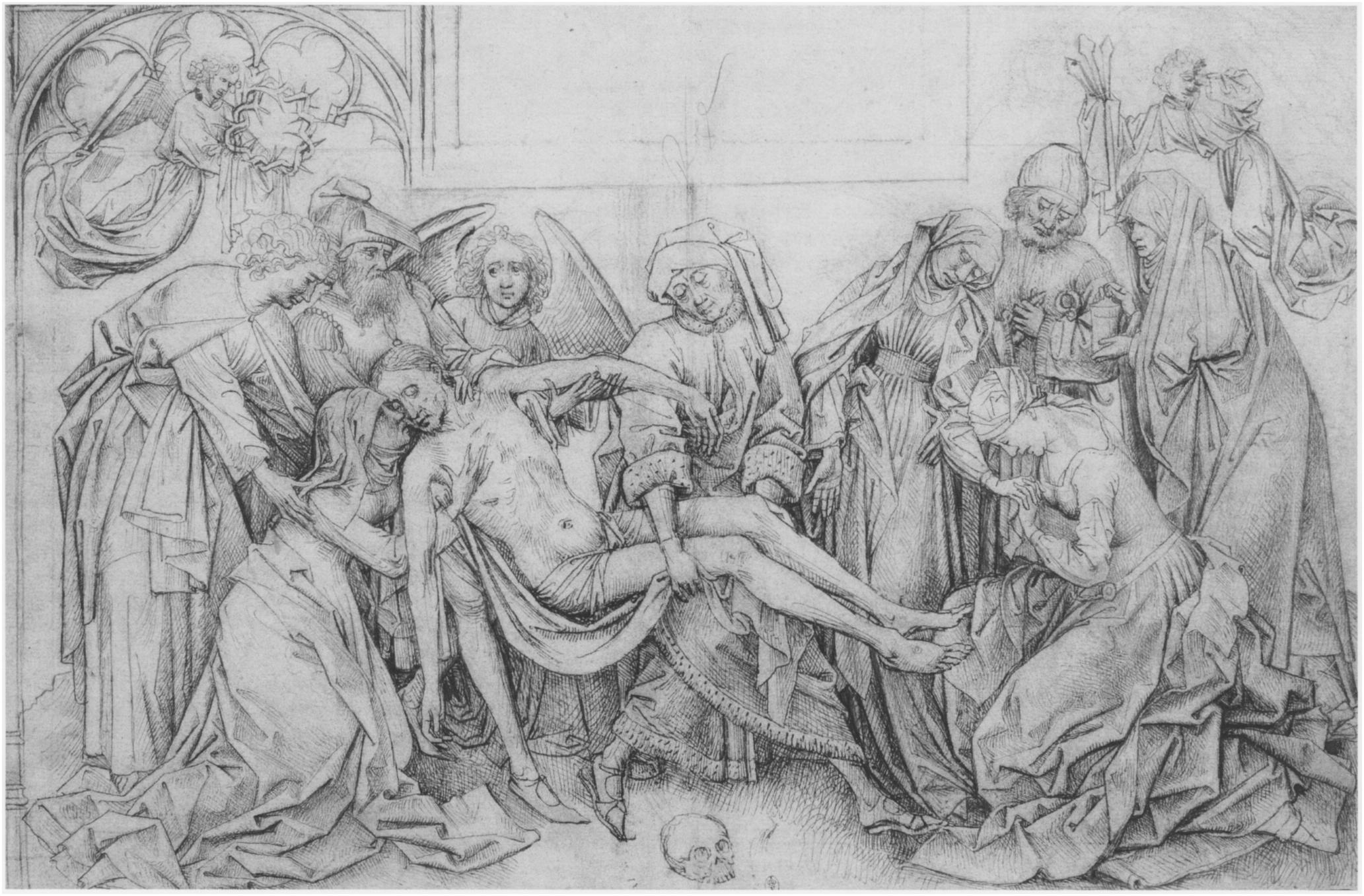
Federzeichnung: Entwurf oder Nachzeichnung

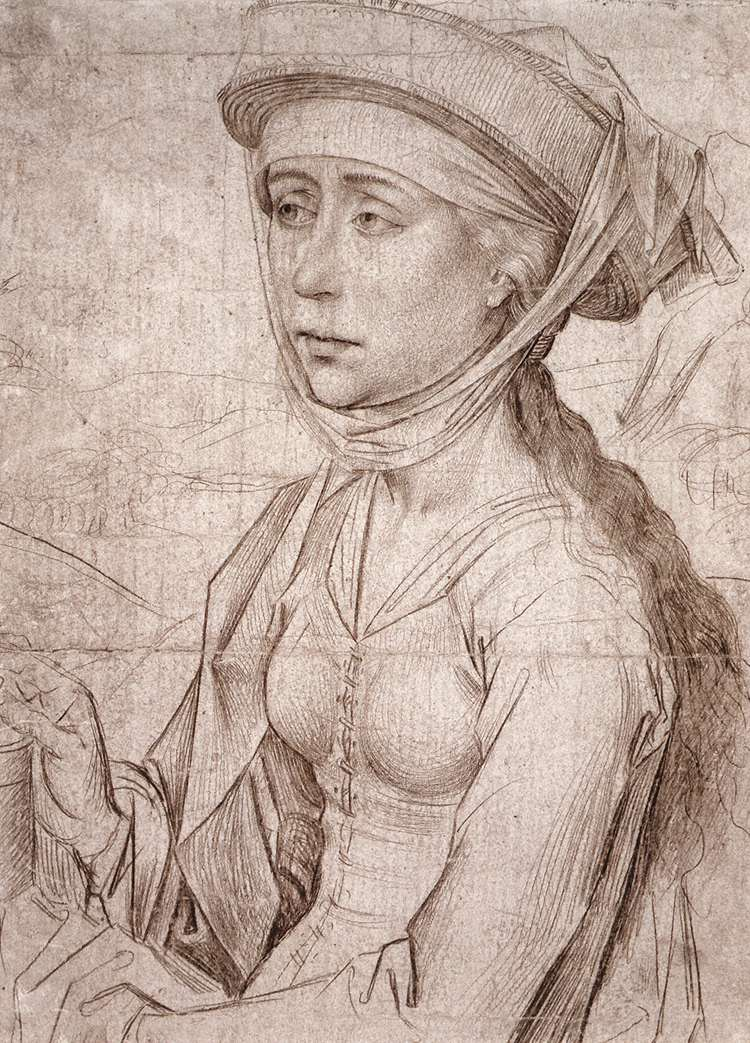
Silberstiftzeichnung: Nachzeichnung

Die erhalten gebliebenen und Rogier zugeschriebenen Feder- und Silberstiftzeichnungen konnten zweierlei Ursprung haben. Sie waren Entwürfe oder ausgeführte, in den Niederlanden patrons genannte, Vorlagen für die Unterzeichnungen von Gemälden oder sie wurden nach fertigen Gemälden gezeichnet. In jedem Fall konnten sie Rogier selbst oder den Mitarbeitern seiner Werkstätten als wiederverwertbares Material dienen.
1436 erhielt beispielsweise „maistre Rogier le pointre“ von den Tournaiser Stadtbehörden den Auftrag, eine Zeichnung nach einem Fresko mit den Königen von Frankreich und von Aragon anzufertigen, für das Robert Campin bezahlt worden war. So sollte es möglich sein, die Wandmalereien wiederherzustellen, die wegen eines Umbaus teilweise zerstört werden mussten. Strittig ist allerdings, ob dieser „maistre Rogier pointre“, der zudem 1436 und 1437, also in Rogier van der Weydens Brüsseler Zeit, in Tournai kleinere Arbeiten wie die Vergoldung von Ziffern auf einem Epitaph und die Fassung eines Wappenschildes verrichtete, mit Rogier van der Weyden identisch ist. Möglicherweise handelte es sich jedoch um den Tournaiser Meister Rogier Wonebac.

### Zugeschriebene Werke, nach Bildgattungen, mit heutigen Standorten (Auswahl)
Polyptychon

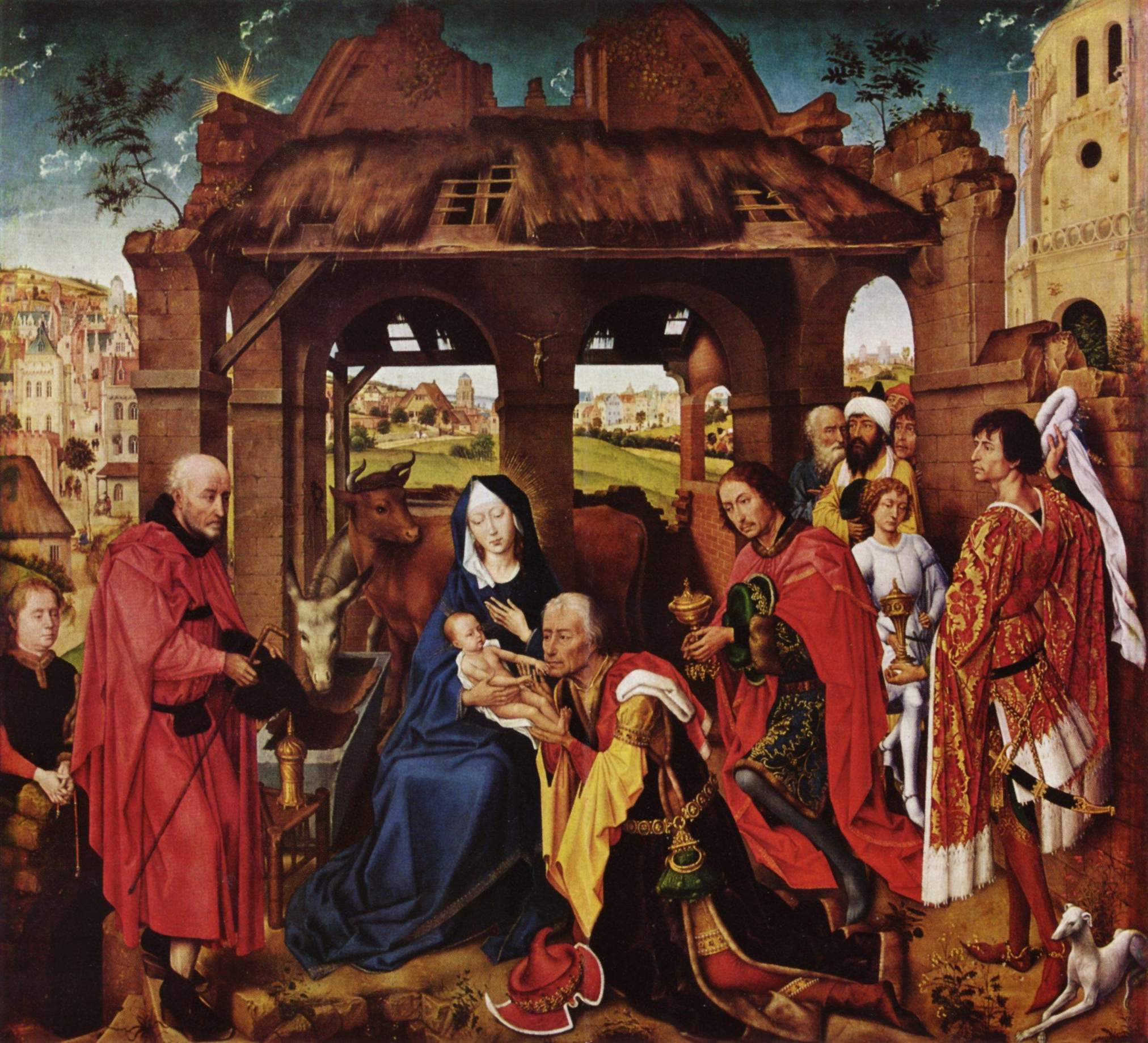
Rogier van der Weyden: Mitteltafel des Dreikönigsaltares (um 1455)

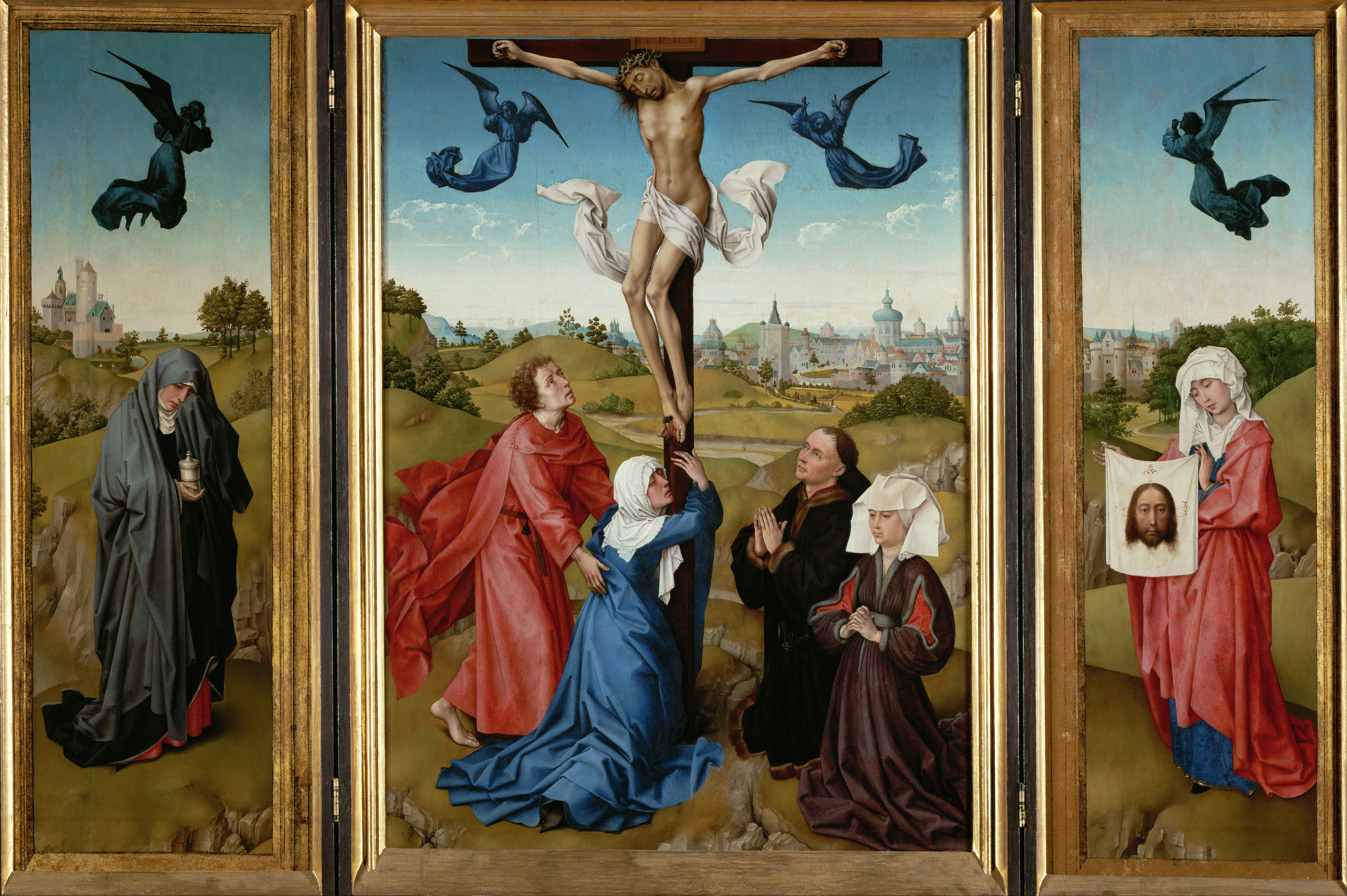
Kreuzigungstriptychon; Wien, Kunsthistorisches Museum

- Um 1450: Jüngstes Gericht; Beaune, Hôtel-Dieu.

Triptychon als Altarretabel
- Um 1440: Kreuzigungstriptychon; Wien, Kunsthistorisches Museum.
- Um 1445: Altar der sieben Sakramente; Mittelteil: Kreuzigung in einer Kirche, Antwerpen, Königliches Museum der Schönen Künste.

Andachtstriptychon
- Um 1445–1448 Bladelin-Altar Berlin, Gemäldegalerie.
- Um 1450: Miraflores-Altar; Berlin, Gemäldegalerie.
- Um 1455: Columba-Altar oder Die Anbetung der Heiligen Drei Könige; München, Alte Pinakothek. Dieses Triptychon war ursprünglichen ein Andachtstriptychon und erhielt erst später die Funktion eines Altarretabels.
- Um 1460: Johannesaltar oder Johannestafel; Berlin, Gemäldegalerie.

Diptychon mit Porträt des Auftraggebers
Die drei Diptychen mit dem Auftraggeber rechts und der Madonna mit Kind links gehören zu einer von Rogier und seiner Werkstatt entwickelten Gattung des Andachtsdiptychons. Alle drei wurden im Laufe ihrer Geschichte getrennt, und die Bestandteile gelangten an unterschiedliche Standorte. Kennerschaft und technische Untersuchungen konnten deren jeweilige Zusammengehörigkeit aufzeigen.
- Um 1455–1460: Andachts-Diptychon des Jean Gros; linker Flügel (Maria mit Kind): Tournai, Musée des Beaux-Arts; rechter Flügel (Jean Gros): Chicago, Art Institute, Mr. And Mrs. Martin A. Ryerson Collection.
- Um 1460: Andachts-Diptychon des Philipp de Croy; linker Flügel (Maria mit Kind): San Marino, The Huntington Library; rechter Flügel (Philipp de Croy): Antwerpen, Königl. Museum der Schönen Künste.
- Nach 1460: Andachtsdiptychon des Laurent Froimont; linker Flügel: (Maria mit Kind): Caen, Städt. Sammlungen, Sammlung Mancel; rechter Flügel (Laurent Froimont); Brüssel, Königliche Museen der Schönen Künste.

Diptychon ohne Porträt des Auftraggebers
- Um 1460: Passionsdiptychon; Philadelphia, The John G. Johnson Collection.

Einzelbild mit religiösem Inhalt
- Um 1435–1438: Durán-Madonna; Madrid, Museo del Prado.
- Um 1435–1440: Kreuzabnahme; Madrid, Museo del Prado, wahrscheinlich ursprünglich Mitteltafel eines Triptychons.
- Um 1435–1440: Lukas-Madonna oder Der Heilige Lukas porträtiert die Madonna; Boston, Museum of Fine Arts; Kopie in München, Alte Pinakothek.
- Nach 1440: Drei Fragmente eines Tafelbildes: (Lesende Barbara; London, Nation Gallery – Josef; Lissabon, Museu Calouste Gelbenkian – Katharina?; Lissabon, Museu Calouste Gelbenkian). Versuch einer Rekonstruktion nach Lorne Campbell.[35]
- Um 1450: Grablegung Christi; Florenz, Galleria degli Uffizi.
- Nach 1450: Medici-Madonna; Maria mit Kind und den Heiligen Petrus, Johannes, Cosmas und Damian, Frankfurt am Main, Städelsches Kunstinstitut.
- Um 1460: Kalvarienberg der Kartause Scheut; El Escorial, Real Palacio y Monasterio de San Lorenzo.

Einzelbild als autonomes Porträt
- Um 1430: Bildnis einer jungen Frau; Berlin, Gemäldegalerie.
- Um 1460: Porträt einer Dame; Washington, D.C., National Gallery of Art.
- Um 1460: Francesco d'Este; New York, Metropolitan Museum of Art.
- Um 1460: Karl der Kühne; Berlin, Gemäldegalerie.

Für Kopien gehaltene Porträts:
- Nach 1450: Philipp der Gute; Groeningemuseum.
- Um 1460: Anton von Burgund; Brüssel, Königliche Museen der Schönen Künste.

Miniatur
- Etwa 1447/1448: Widmungsminiatur der Chroniques de Hainaut; Brüssel, Bibliothek Royale de Belgique.

### Werkstattarbeiten

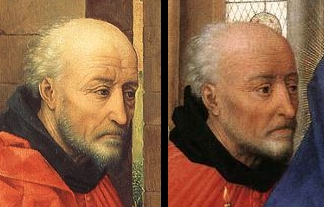
Zusammenarbeit am Columba-Altar (um 1455): Josef auf der Mitteltafel, gemalt von Rogier van der Weyden (links), und Josef auf dem rechten Seitenflügel, gemalt von einem Mitarbeiter seiner Werkstatt (rechts) – vermutlich nach derselben Vorlage.

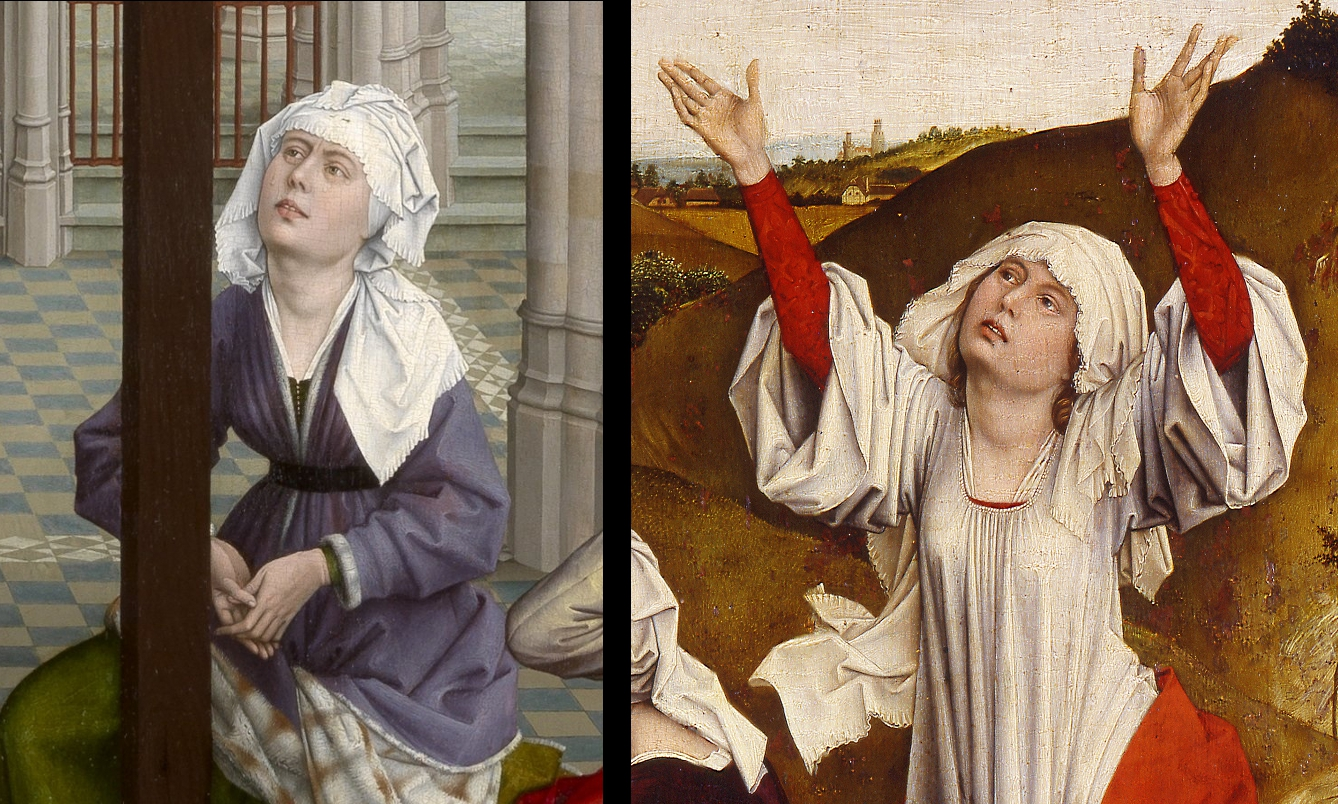
Vergleich der Darstellung von Assistenzfiguren der Kreuzigung auf Altären von Rogier van der Weyden und einem seiner Mitarbeiter. Links: Ausschnitt aus der Mitteltafel von Rogiers Altar der sieben Sakramente (um 1445). Rechts: Ausschnitt aus der Mitteltafel des Abegg-Triptychons des Mitarbeiters (um 1445).

Rogier van der Weydens Werkstätten in Tournai und Brüssel waren zunftmäßig organisiert. Rogier  führte sie als Meister und beschäftigte Gesellen und Lehrlinge, deren Anzahl je nach den ortsüblichen Statuten der Zünfte begrenzt war. Nur der Meister war geschäftsfähig.
An einem Tafelbild arbeiteten in der Regel neben dem Meister Rogier auch seine Lehrlinge und Gesellen mit. Das reichte von handwerklichen Vorarbeiten wie dem Grundieren, der von einem Tischler gelieferten Tafeln, bis zur künstlerischen Ausführung der Bildoberfläche und deren schützendem Schlussfirnis. Manche Tafelbilder wurden von Mitarbeitern selbstständig entworfen und ausgeführt. Diese bedienten sich dabei wie Rogier der Vorlagen, die zum Fundus der Werkstatt gehörten. Es ist davon auszugehen, dass selbst die Rogier persönlich zugeschriebenen Werke nicht ohne eine Mitarbeit von Angehörigen seiner Werkstatt zustande kamen, strittig ist der Anteil ihrer Mitarbeit.
Auch Bilder, für die Rogier nur die Vorzeichnungen gemacht, oder Bilder, die er nicht selbst konzipiert oder an denen er gar nicht mitgewirkt hatte, verließen seine Werkstatt unter seinem Namen.
Rogiers letzte Aufträge, die er unvollendet hinterließ, wurden möglicherweise durch seinen namentlich unbekannten Mitarbeiter, der unter dem Notnamen Meister von Ambierle bekannt ist, vollendet. Erwogen wird, ob es sich bei diesem Unbekannten vielleicht um Rogiers Sohn Pierre (Pieter) van der Weyden handelt.
Beispiele für Werkstattarbeiten
Triptychon

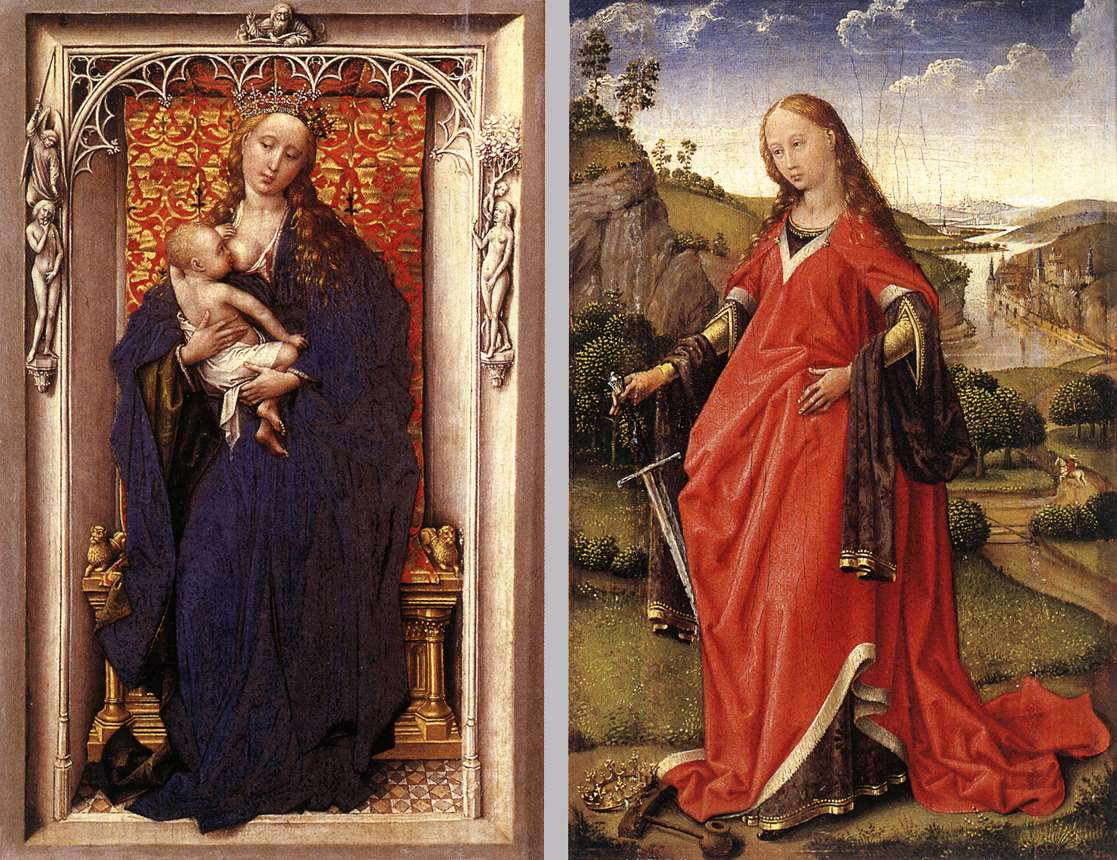
Linker Flügel eines Diptychons: Maria mit Kind – Rechter Flügel eines Diptychons: Hl. Katharina, Kunsthistorisches Museum, Wien

- Um 1445:Kreuzigung Christi (Abegg-Triptychon); Riggisberg bei Bern, Abegg-Stiftung.

Diptychon
- Um 1430/1432 oder um 1451: Linker Flügel eines Diptychons: Maria mit Kind – Rechter Flügel eines Diptychons: Hl. Katharina,  Kunsthistorisches Museum, Wien

Vermutlich der Rest eines Triptychons.
Einzelbild mit religiösem Inhalt
- Um 1460: Jungfrau mit Kind; Den Haag, Mauritshuis.

Einzelbild als autonomes Porträt
- Um 1460: Porträt einer jungen Frau; London, National Gallery.

### Nachwirkungen

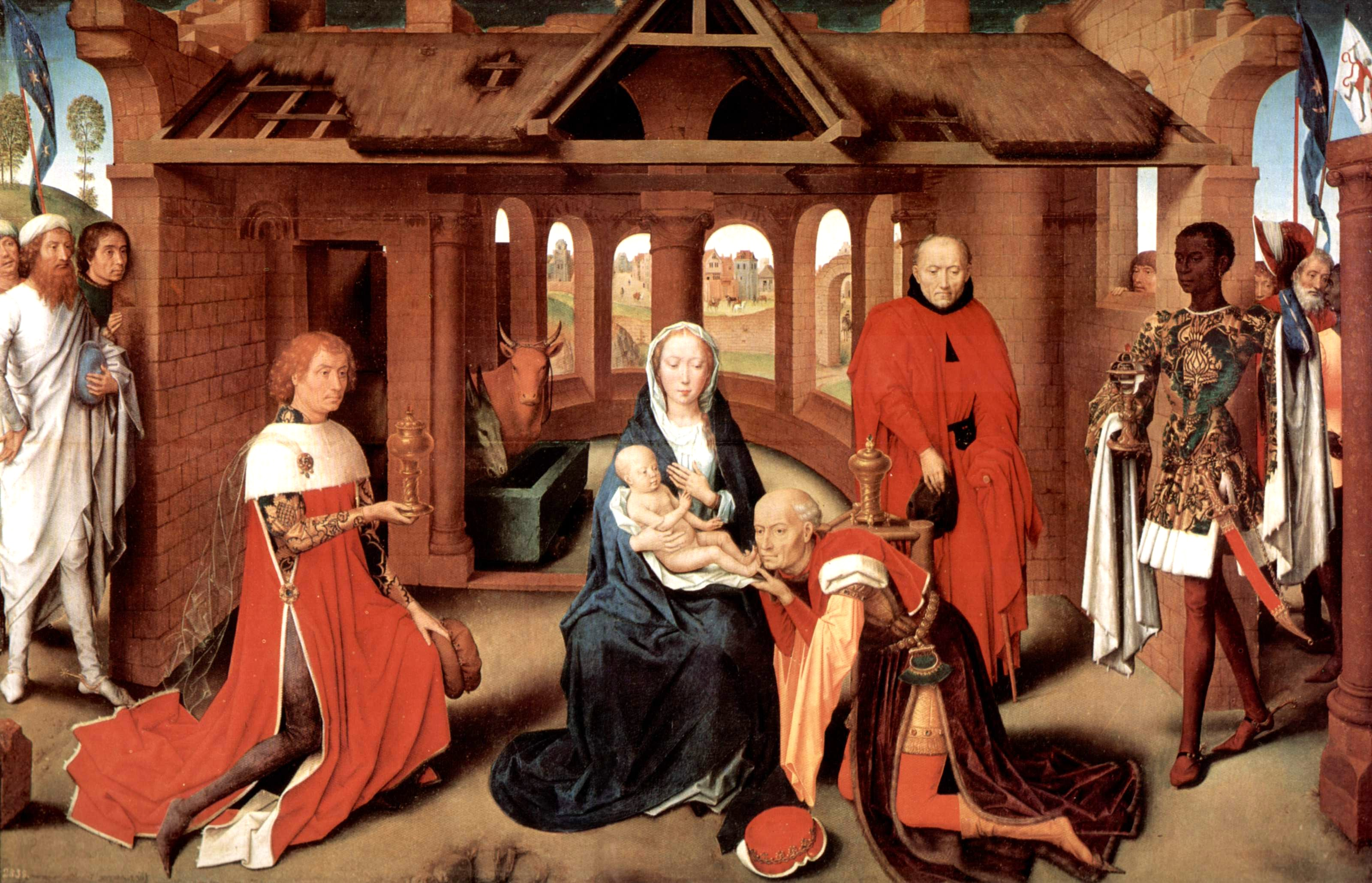
Hans Memling: Mitteltafel des Dreikönigsaltares (um 1470)

Rogier van der Weyden hat mehr als Jan van Eyck und Robert Campin der Malerei ganz Europas von etwa 1450 bis zum Anfang des 16. Jahrhunderts seinen Stempel aufgedrückt. Die Maler neben und nach ihm haben seiner Kunst Wesentliches zu verdanken. Das betrifft namentlich bekannte Maler wie seinen Sohn Pierre van der Weyden (vielleicht identisch mit dem Meister der Katharinenlegende), Dierick Bouts, Vrancke van der Stockt und Hans Memling, die als Rogiers Schüler gelten, aber auch viele namentlich unbekannte Maler wie beispielsweise den Meister der Barbaralegende, den Meister von Sainte Gudule und den Meister der Ursulalegende. Sie übernahmen und variierten Rogier’sche Kompositionen, Einzelfiguren, Gebäude und Hintergrunds-Landschaften. Max J. Friedländer sprach sogar davon, Rogiers Werk sei für diese Maler „wie ein Steinbruch“ gewesen. Nachklänge finden sich bei den späteren flämischen Großmeistern wie Hugo van der Goes, Quentin Massys und Gerard David, auch bei Rogiers Enkel Goosen van der Weyden. Außerhalb der Niederlande reicht der Einfluss bis zu Bartolomé Bermejo und Fernando Gallego in Spanien, Giovanni Bellini in Italien und den deutschen Malern Martin Schongauer und Albrecht Dürer. Van der Weydens Porträt des Johann I. von Kleve-Mark bildete eine Vorlagen für das sogenannte Herzöge-Bild.

### Gesamtdarstellungen
- Lorne Campbell: Van der Weyden. Chaucer Press, London 2004, ISBN 1-904449-24-7.
- Albert Châtelet: Rogier van der Weyden. Roger de le Pasture. Gallimard, Paris 1999, ISBN 2-07-011613-1.
- Odile Delenda: Rogier van der Weyden. Das Gesamtwerk des Meisters. Belser, Stuttgart 1996, ISBN 3-7630-2346-1.
- Stephan Kemperdick: Maitres de l’art flamand – Rogier Van der Weyden. Könemann, Köln 2000, ISBN 3-8290-2569-6.
- Felix Thürlemann: Rogier van der Weyden, Leben und Werk. C. H. Beck, München 2006, ISBN 3-406-53592-5 (eine Einführung).
- Dirk de Vos: Rogier van der Weyden. Das Gesamtwerk. Hirmer, München 1999, ISBN 3-7774-8330-3 (Originalausgabe: Het volledige Oeuvre. Mercatorfonds, Antwerpen 1999, ISBN 90-6153-427-5).
- Erich Wenneker: Weyden, Rogier van der. In: Biographisch-Bibliographisches Kirchenlexikon (BBKL). Band 13, Bautz, Herzberg 1998, ISBN 3-88309-072-7, Sp. 992–996.

### Darstellungen im Zusammenhang mit der Altniederländischen Malerei
- Otto Pächt: Altniederländische Malerei. Von Rogier van der Weyden bis Gerard David. Prestel, München 1994, ISBN 3-7913-1389-4.
- Erwin Panofsky: Die altniederländische Malerei. Ihr Ursprung und Wesen. Dumont, Köln 2001, ISBN 3-7701-3857-0 (Bd. 1).

### Einzelaspekte
- Hansjürg Buchmeier, Peter Stobbe: Van der Weydens Leiter. Lose Blatt Buch, Wallimann, Alpnach 1999, ISBN 3-908713-00-5.
- Lorne Campbell: Rogier van der Weyden and the kingdoms of the Iberian Peninsula. Madrid 2015.
- Rainald Grosshans: Rogier van der Weyden. Der Marienaltar aus der Kartause Miraflores. In: Jahrbuch der Berliner Museen, 23 (1981), S. 49–112.
- Rainald Grosshans: Infrarotuntersuchungen zum Studium der Unterzeichnung auf den Berliner Altären von Rogier van der Weyden. In: Jahrbuch Preußischer Kulturbesitz, 19 (1982), S. 137–177.
- Renate Hartleb: Rogier van der Weyden, Heimsuchung. Museum der bildenden Künste, Leipzig. Kulturstiftung der Länder, Berlin 1998, OCLC 40829961.
- Stephan Kemperdick, Jochen Sander (Hrsg.): Der Meister von Flémalle und Rogier van der Weyden : eine Ausstellung des Städel-Museums, Frankfurt am Main, [21. November 2008 bis 22. Februar 2009] und der Gemäldegalerie der Staatlichen Museen zu Berlin (20. März 2009 bis 21. Juni 2009). Hatje Cantz Verl. Ostfildern u. Städel Museum, Frankfurt am Main 2008.
Darin u. a.:
  - Stephan Kemperdick: Robert Campin, Jaques Daret, Rogier van der Weyden: die schriftliche Überlieferung.
  - Ders.: Die Werkstatt und ihr Arbeitsmaterial.
  - Ders.: I tableau à II hysseoires – ein Bild mit zwei Flügeln. Wandelbare und nicht wandelbare Bildensembles in der Zeit Rogier van der Weydens.
  - Peter Klein: Dendrologische Untersuchungen an Gemäldetafeln der Gruppen Meister von Flémalle und Rogier van der Weyden.
  - Stephan Kemperdick, Jochen Sander: Der Meister von Flémalle, Robert Campin und Rogier van der Weyden – ein Resümee.
  - Jochen Sander: Die Rekonstruktion von Künstlerpersönlichkeiten und Werkgruppen.
- Reinhard Liess: Zum Logos der Kunst Rogier van der Weydens. Die „Beweinungen Christi“ in den Königlichen Museen in Brüssel und in der Nationalgalerie in London (= Ad Opus-Kunstgeschichtliche Werkanalysen), 2 Bände. Lit, Münster 2000, ISBN 3-8258-4158-8.
- Ders.: Rogier van der Weydens Selbstbildnis auf der Trajan-Herkinbald-Tapisserie in Bern. Die Rogier-Campin-Problematik. In: Reinhard Liess: Jan Vermeer van Delft, Pieter Bruegel d. Ä., Rogier van der Weyden. Drei Studien zur niederländischen Kunst. Göttingen 2004, ISBN 3-89971-149-1, S. 93–155.
- Felix Thürlemann: Händescheidung ohne Köpfe? Dreizehn Thesen zur Praxis der Kennerschaft am Beispiel der Meister von Flémalle/Rogier an der Weyden-Debatte. In: Zeitschrift für schweizerische Archäologie und Kunstgeschichte. Band 62, 3/4, Schwegler, Zürich 2005, S. 225–232.

### Lexikonartikel
- Joseph Eduard Wessely: Rogier van der Weyden. In: Allgemeine Deutsche Biographie (ADB). Band 29, Duncker & Humblot, Leipzig 1889, S. 47–49.